# دیپانیتا شارما
دیپانیتا شارما (آسامی: দীপান্বিতা শৰ্মা؛ زادهٔ ۲ نوامبر ۱۹۷۹) سوپرمدل و هنرپیشه اهل کشور هند است. وی برای نخستین بار در سال ۲۰۰۲ بازیگری را با بازی در فیلم ۱۶ دسامبر تجربه کرد.
او در فیلم‌های خانم‌ها بر علیه ریکی باهل، غیرممکن، برادرم... نیکل، قلب و عاشقانه، زوج شکن، جنگ، ناسازگار و انگیزه هم بازی کرده‌است.